# Ezechiel de Decker
Ezechiel de Decker (Leiden, ca. 1603 — ca. 1643) foi um mestre em cálculos, agrimensor e editor de tabelas de logaritmos neerlandês.
De Decker foi professor de aritmética e a partir de 1621 morador de Gouda. Em 1629 foi para Roterdã, onde lecionou navegação e publicou o livro Prática das Grandes Navegações Marítmicas (Practijck van de Groote Zeevaert). Ca. 1640 mudou-se para Haia, onde realizou medições de calibração em barris.
Em 1625 De Decker entrou em contato com Adriaan Vlacq (um editor), a fim de publicar livros sobre aritmética de John Napier, Simon Stevin, Henry Briggs e do próprio De Decker, o que ocorreu em 1626 com Eerste Deel van de Nieuwe Telkunst. Em 1627 seguiram como Tweede Deel as tabelas logaritmicas decimais de Briggs (Arithmetica Logarithmica, 1624), que foram complementadas com os números de 20.000 até 90.000, que faltaram na publicação de Briggs. Em comparação com Briggs, os logaritmos foram reduzidos de 14 para 10 dígitos decimais. A primeira edição com o nome de De Decker foi muito pouco difundida, e a segunda edição de 1628 com o nome de Vlacq teve ao contrário grande sucesso, e Vlacq publicou também edições em outras línguas.
Como Vlacq publicou outras edições sem a contradição de De Decker, a muito se acreditava (por exemplo Dirk Jan Struik) que Vlacq tinha um papel importante no seu desenvolvimento. Isto foi recentemente rejeitado, pois Vlack era um editor e livreiro, mas não matemático. Vlacq possivelmente foi o tradutor (De Decker não sabia muito bem latim) e o financiador dos livros.